# Марголин, Григорий Сергеевич
Григорий Сергеевич Марголин (1892 ― 1972) ― полковник медицинской службы Советской Армии, советский учёный, невропатолог, доктор медицинских наук, профессор Смоленского государственного медицинского института.

## Биография
Григорий Сергеевич Марголин родился 29 января 1892 года в городе Могилёве. По национальности еврей. В 1916 году Марголин окончил медицинский факультет Московского университета, после чего на протяжении нескольких месяцев работал врачом в сельской больнице. Вскоре он был мобилизован в Российскую императорскую армию. Участвовал в Первой мировой и Гражданской войнах, будучи старшим врачом, главным врачом в различных госпиталях. После окончания Гражданской войны Марголин продолжал службу в Рабоче-Крестьянской Красной Армии.
В 1924 году Марголин был командирован в Ленинград, на протяжении двух лет работал в качестве врача-ординатора клинической больницы имени И. И. Мечникова. В 1926 году был переведён в Смоленск на должность начальника хирургического отделения военного госпиталя. Одновременно с 1930 года Марголин работал в Смоленском государственном медицинском институте, был доцентом клиники нервных болезней. В 1935 году защитил кандидатскую, а в 1940 году — докторскую диссертацию. С 1940 года работал заместителем директора Научно-исследовательского института невропатологии и физиотерапии, располагавшегося в Минске.
В годы Великой Отечественной войны Марголин служил невропатологом-консультантом на Западном и Белорусском фронтах, преподавал на фронтовых курсах усовершенствования врачей, затем был старшим инспектором — врачом-специалистом фронтового эвакопункта № 77 2-го Белорусского фронта. В 1946 году в звании полковника медицинской службы Марголин был уволен в запас.
В мае 1946 года Марголин был избран заведующим кафедрой нервных болезней Смоленского государственного медицинского института, руководил ей до 1967 года. Параллельно с преподавательской работой он активно занимался научно-исследовательской деятельностью. Опубликовал более 50 научных работ, руководил защитой 8 кандидатских и 1 докторской диссертаций.
Умер в 1972 году, похоронен на Аллее Почёта Нового кладбища Смоленска.
Был награждён орденами Ленина, Красного Знамени (03.11.1944), Отечественной войны 1-й (26.02.1945) и 2-й (23.03.1944) степеней, «Знак Почёта» (28.10.1967), медалями.